# Catasetum aripuanense
Catasetum aripuanense är en orkidéart som beskrevs av Hamilton Dias Bicalho. Catasetum aripuanense ingår i släktet Catasetum och familjen orkidéer. Inga underarter finns listade i Catalogue of Life.